# 零跑汽車
零跑汽車（リープモーター、英:Leapmotor）は、中国の浙江省杭州市に本社を置く自動車メーカーである。電気自動車（EV）の開発、製造および販売を専門としており、2015年に設立された。新興EV企業の一つであり、2022年9月には香港証券取引所に上場した。
2023年10月には欧州の大手自動車グループであるステランティスとの資本提携を発表し、2024年9月から欧州9カ国での販売を計画している。

## 歴史
リープモーターは2015年12月に設立された。中国の杭州に拠点を置いている。
2018年6月13日、CESアジアにおいて、リープモーターは「Lingxin 01」と呼ばれる初の国産人工知能 (AI) チップが統合検証段階に入ったと発表した。このAIチップはリープモーターとZhejiang Dahua Technology Co., Ltd (Dahua Technology)によって共同開発され、2019年の第2四半期に車両でテストされる予定だった。Lingxin 01は自動運転車向けに設計されており、ディープラーニングと最先端のコンピューティング能力を持つ。同社は、電動トラクションモーター、車両CPU、LED照明などの独自のコンポーネントを開発および構築することにより、利益率の高いコンポーネントを垂直統合した。
2018年10月、リープモーターは2018年から2021年にかけて、S、T、および C 車両プラットフォームに基づいて、LP-S01、LP-T03、および LP-C11 を含む3つの新しいモデルを展開する計画を発表した。
2019年6月には、最初の製品である電動2ドアクーペ「S01」が中国市場で発売された。2017年の広州モーターショーでプロトタイプが公開された。その時、同社は3億8000万の資本金を調達し、工場の建設が始まっていた。S01は、2018年初頭にLP-S01クーペとして最初に示された 。S01の最初の納入は2019年6月に行われた。
2020年5月、リープモーターと中国の国営自動車メーカーFAWは、インテリジェントな電気自動車モデルを共同開発するための戦略的パートナーシップを結びました。この合意には、インテリジェントな電気自動車のコア部品の研究開発、製造、生産、応用に関する共同協力、および主要な基本技術の開発と生産手段の革新に関するさらなる研究も含まれている。
2020年5月11日、リープモーターは2番目の量産EVである電気シティカー「T03」を正式に発売した。今回は合計3モデルで発売され、補助金適用後の価格帯は65,800～75,800元(約130万～150万円)である。Leapmotor T03は容量36.5kWhのバッテリーパックを搭載し、NEDC航続距離は403km。
2020年11月、Leapmotorは2019年のC-Moreコンセプトに基づく3 番目の量産 EVで電気クロスオーバー「C11」を正式に発売した。C11 は、定格 544 PS (536 hp / 400 kW) と 720 Nm (531 lb-ft) のトルクを持つデュアル電気モーターによって駆動される。また、走行距離は約 600 km (404 マイル)である。

## 販売車種

### 現在のモデル
| Model | Photo | Specifications |
| ----- | ----- | --- |
| S01   |       | - Body style: スポーツカー - Class: (S) スポーツコンパクト - Doors: 2 - Seats: 2 - Battery: 35.6 kWh (380 and 380 Pro) or 48 kWh (460 and 460 Pro) リチウムイオン - Production: June 2019–2021 - Revealed: November 2017 (広州国際モーターショー)                                     |
| T03   |       | - Body style: ハッチバック - Class: (A) City car - Doors: 5 - Seats: 4 - Battery: 21.6 kWh, 31.9 kWh, 38 kWh or 41 kWh Li-ion - Production: May 2020–present - Revealed: March 2020                                                                                                   |
| C11   |       | - Body style: ステーションワゴン - Class: (J) Mid-size SUV - Doors: 5 - Seats: 5 - Battery: 30.1 kWh (EREV 180), 43.74 kWh (EREV 285), 69.2 kWh (500), 89.55 kWh (650) or 89.97 kWh (580 AWD) Li-ion - Production: 2021 to present - Revealed: December 2020 (広州国際モーターショー) |
| C01   |       | - Body style: セダン - Class: (D) Mid-size sedan - Doors: 4 - Seats: 5 - Battery: 62.8 kWh (525), 78.54 kWh (606) or 90 kWh (717 and 630 AWD) Li-ion - Production: 2022 to present - Revealed: May 2022                                                                               |
| C10   |       | - Body style: ステーションワゴン - Class: (J) Full size SUV - Doors: 5 - Seats: 5-7 - Battery: - Production: to commence - Revealed: September 2023 (2023 Munich Motor Show) |

CO1 は、バッテリーセルがアンダーボディに直接組み込まれた初の電気自動車である。

### コンセプトカー
Leapmotor は 1 つのコンセプト車両を公開しました。
| Model  | Photo | Specifications                                                                                                |
| ------ | ----- | --- |
| C-More |       | Body style: Crossover SUV Class: (J) Mid-size Doors: 5 Seats: 7 Battery: Revealed: April 2019 (Auto Shanghai) |

## 販売実績
| 年   | 台数    |
| ---- | ------- |
| 2019 | 1,000   |
| 2020 | 10,266  |
| 2021 | 43,121  |
| 2022 | 111,168 |